# Premio Hugo al mejor relato corto
El premio Hugo al mejor relato corto o cuento corto (Hugo Award for Best Short Story en el original en inglés) es uno de los premios Hugo que se entregan anualmente a obras literarias de los géneros de ciencia ficción o fantasía publicadas en inglés o traducidas a dicho idioma durante el año natural anterior al de la entrega del premio. Las reglas de los premios Hugo determinan que en la categoría de mejor cuento o relato de extensión corta (short story en inglés) compiten las obras de ficción con una longitud de menos de 7500 palabras. Además existen premios Hugo para obras de ficción de otras extensiones como novelas, novelas cortas y relatos largos.
El premio Hugo al mejor relato corto se entrega anualmente desde 1955, con la excepción de 1957. Entre los años 1960 a 1966 el premio fue otorgado a la "mejor ficción corta" (Best Short Fiction), englobando en el mismo galardón cualquier obra de longitud "menor que la de una novela" no publicada como libro independiente, lo que hizo que durante ese periodo desapareciera la categoría de relato largo (novelette). Desde 1996 existen además unos galardones retrospectivos conocidos popularmente como Retro Hugos en los que se entrega el premio correspondiente a 50, 75 o 100 años antes si en la convención de dicho año no hubo entrega de premios Hugo. Hasta el año 2016 se han entregado estos premios retrospectivos en cinco ocasiones a las obras que hubiera correspondido galardonar en las ceremonias de 1939, 1941, 1946, 1951 y 1954.
La selección tanto de los nominados como del ganador del premio al mejor relato corto se realiza —como en el caso del resto de los premios Hugo— por votación entre los asistentes a la Worldcon (Convención Mundial de Ciencia Ficción) de dicho año. 
Los cuentos nominados son escogidos en una primera vuelta en la que todos aquellos con derecho a voto presentan su lista de nominados (sin límite respecto al número de obras que pueden nominar), y los cinco más votados —o más en caso de empates— pasan a formar parte de la papeleta de la votación final. En esta votación final el ganador es elegido por los mismos votantes mediante un sistema de voto preferencial. El ganador del premio al mejor relato corto es anunciado junto con el resto de ganadores de cada categoría en el acto de entrega de los premios Hugo que se celebra en la propia Convención.

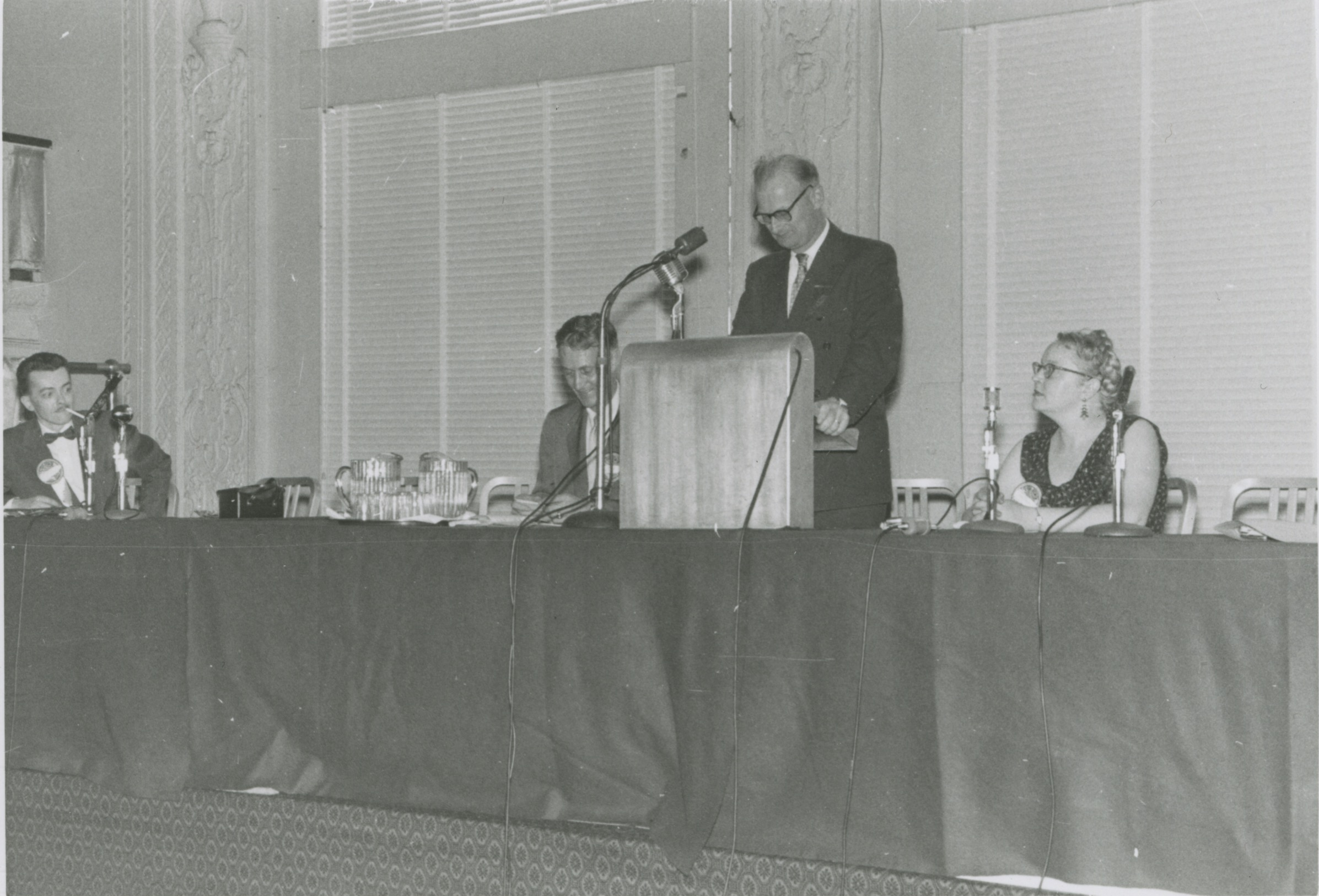
Arthur C. Clarke recibió el premio Hugo al mejor relato corto por "La estrella" en la 14.ª Worldcon celebrada en Nueva York en 1956.

Hasta el año 2021 un total de 66 cuentos de 50 autores distintos han recibido un premio Hugo en esta categoría, incluyendo un premio ex aequo en el año 1973. Además en una ocasión (2015) el premio se ha declarado desierto. Harlan Ellison es el autor más laureado con cuatro victorias, seguido por Larry Niven, Mike Resnick, Michael Swanwick y Connie Willis con tres galardones cada uno. Además otros cinco autores han conseguido el premio en dos ocasiones. Arthur C. Clarke suma a su victoria regular en 1956 los Retro Hugos correspondientes a los años 1939 y 1954.

## Ganadores
En la siguiente tabla, los años corresponden a la fecha de la entrega del premio en la correspondiente Convención mundial de ciencia ficción, no a la fecha de publicación de la obra en cuestión (que generalmente suele ser durante el año natural anterior). En las obras que no han sido traducidas al español se utiliza el título en inglés. En el caso de existir varias traducciones se ha intentado elegir el título de la traducción más conocida.
| Año           | Título                                                                                     | Autor                |
| ------------- | ------------------------------------------------------------------------------------------ | -------------------- |
| 1955          | Artefacto                                                                                  | Eric Frank Russell   |
| 1956          | La estrella                                                                                | Arthur C. Clarke     |
| 1958          | Todos los mares llenos de ostras                                                           | Avram Davidson       |
| 1959          | Tren al infierno                                                                           | Robert Bloch         |
| 1960          | Flores para Algernon                                                                       | Daniel Keyes         |
| 1961          | El viaje más largo                                                                         | Poul Anderson        |
| 1962          | Invernáculo                                                                                | Brian W. Aldiss      |
| 1963          | Hombres y dragones                                                                         | Jack Vance           |
| 1964          | No hay tregua con los reyes                                                                | Poul Anderson        |
| 1965          | Soldado, no preguntes                                                                      | Gordon R. Dickson    |
| 1966          | ¡Arrepiéntete, Arlequín!, dijo el señor Tic-tac                                            | Harlan Ellison       |
| 1967          | Estrella de neutrones                                                                      | Larry Niven          |
| 1968          | No tengo boca y debo gritar                                                                | Harlan Ellison       |
| 1969          | La bestia que gritaba amor en el corazón del universo                                      | Harlan Ellison       |
| 1970          | El tiempo considerado como una espiral de piedras semipreciosas                            | Samuel R. Delany     |
| 1971          | Escultura lenta                                                                            | Theodore Sturgeon    |
| 1972          | Luna inconstante                                                                           | Larry Niven          |
| 1973 Ex-aequo | La maldición de Eurema                                                                     | R. A. Lafferty       |
| 1973 Ex-aequo | La reunión                                                                                 | Frederik Pohl        |
| 1974          | Los que se alejan de Omelas                                                                | Ursula K. Le Guin    |
| 1975          | El hombre agujero                                                                          | Larry Niven          |
| 1976          | ¡Coge ese zepelín!                                                                         | Fritz Leiber         |
| 1977          | Tricentenario                                                                              | Joe Haldeman         |
| 1978          | Jeffty tiene cinco años                                                                    | Harlan Ellison       |
| 1979          | Casandra                                                                                   | C. J. Cherryh        |
| 1980          | La cruz y el dragón                                                                        | George R. R. Martin  |
| 1981          | La gruta de los ciervos danzarines                                                         | Clifford D. Simak    |
| 1982          | El pusher                                                                                  | John Varley          |
| 1983          | Elefantes melancólicos                                                                     | Spider Robinson      |
| 1984          | Voces                                                                                      | Octavia E. Butler    |
| 1985          | Las esferas de cristal                                                                     | David Brin           |
| 1986          | La paradoja de Fermi                                                                       | Frederik Pohl        |
| 1987          | Tangentes                                                                                  | Greg Bear            |
| 1988          | Why I Left Harry's All-Night Hamburgers                                                    | Lawrence Watt-Evans  |
| 1989          | Kirinyaga                                                                                  | Mike Resnick         |
| 1990          | Tetas                                                                                      | Suzy McKee Charnas   |
| 1991          | Los osos descubren el fuego                                                                | Terry Bisson         |
| 1992          | Caminata al sol                                                                            | Geoffrey A. Landis   |
| 1993          | Incluso la reina                                                                           | Connie Willis        |
| 1994          | Muerte en el Nilo                                                                          | Connie Willis        |
| 1995          | No hay mayor ciego...                                                                      | Joe Haldeman         |
| 1996          | The Lincoln Train                                                                          | Maureen F. McHugh    |
| 1997          | El alma escoge su propia compañía                                                          | Connie Willis        |
| 1998          | Las cuarenta y tres dinastías de Antares                                                   | Mike Resnick         |
| 1999          | The Very Pulse of the Machine                                                              | Michael Swanwick     |
| 2000          | Scherzo con tiranosaurio                                                                   | Michael Swanwick     |
| 2001          | Different Kinds of Darkness                                                                | David Langford       |
| 2002          | El perro dijo guau-guau                                                                    | Michael Swanwick     |
| 2003          | Caer en Marte                                                                              | Geoffrey A. Landis   |
| 2004          | Estudio en esmeralda                                                                       | Neil Gaiman          |
| 2005          | Viajes con mis gatos                                                                       | Mike Resnick         |
| 2006          | Tk'tk'tk                                                                                   | David D. Levine      |
| 2007          | Sueños imposibles                                                                          | Tim Pratt            |
| 2008          | La marca de la marea                                                                       | Elizabeth Bear       |
| 2009          | Exhalación                                                                                 | Ted Chiang           |
| 2010          | Frigonovia                                                                                 | Will McIntosh        |
| 2011          | Por falta de un clavo                                                                      | Mary Robinette Kowal |
| 2012          | El zoo de papel                                                                            | Ken Liu              |
| 2013          | Mono no aware                                                                              | Ken Liu              |
| 2014          | The Water That Falls on You from Nowhere                                                   | John Chu             |
| 2015          |                                                                                            |                      |
| 2016          | Fotos de gatitos, por favor                                                                | Naomi Kritzer        |
| 2017          | Seasons of Glass and Iron                                                                  | Amal El-Mothar       |
| 2018          | Bienvenido a su auténtica experiencia india                                                | Rebecca Roanhorse    |
| 2019          | Las guías de la bruja: vías de escape. Compendio práctico de portales a mundos de fantasía | Alix E. Harrow       |
| 2020          | Como los últimos de mi vida                                                                | Shi Lian Huang       |
| 2021          | Metal Like Blood in the Dark                                                               | Ursula Vernon        |
| 2024          | Better Living Through Algorithms                                                           | Naomi Kritzer        |

### Premios retrospectivos
Otorgados cincuenta años después de la publicación de los libros:
1946 (otorgado en 1996) - Uncommon Sense, de Hal Clement
1951 (otorgado en 2001) - El hombre. Cómo servirlo (To Serve Man), de Damon Knight
1954 (otorgado en 2004) - Los nueve mil millones de nombres de Dios (The Nine Billion Names of God), de Arthur C. Clarke
Otorgados setenta y cinco años después de la publicación de las obras:
1939 (otorgado en 2014) - How We Went to Mars, de Arthur C. Clarke
1941 (otorgado en 2016) - Robbie, de Isaac Asimov
1943 (otorgado en 2018) - El twonky (The Twonky), de C. L. Moore y Henry Kuttner (bajo el seudónimo Lewis Padgett)